# Landtagswahlkreis Oberspreewald-Lausitz II/Spree-Neiße IV
Der Wahlkreis Oberspreewald-Lausitz II/Spree-Neiße IV (Wahlkreis 39) ist ein Landtagswahlkreis in Brandenburg. Er umfasst die Städte Großräschen und Senftenberg und das Amt Altdöbern aus dem Landkreis Oberspreewald-Lausitz sowie aus dem Landkreis Spree-Neiße die Stadt Drebkau. Wahlberechtigt waren bei der letzten Landtagswahl 37.246 Einwohner.

## Landtagswahl 2024
Bei der Landtagswahl 2024 wurde Fabian Jank mit 38,7 % der Erststimmen gewählt. Die Wahlbeteiligung lag bei 69,8 %. Die weiteren Ergebnisse:
| Direktkandidat       | Partei                    | Erststimmen in % | Zweitstimmen in % |
| -------------------- | ------------------------- | ---------------- | ----------------- |
| Wolfgang Roick       | SPD                       | 35,3             | 30,2              |
| Fabian Jank          | AfD                       | 38,7             | 36,0              |
| Laura Strohschneider | CDU                       | 13,4             | 9,9               |
| Isabell Hiekel       | GRÜNE                     | 0,8              | 1,4               |
| Annett Bauer         | Die Linke                 | 4,5              | 2,5               |
| Cortina Geike        | BVB/FW                    | 3,8              | 1,7               |
| Martin Sauer         | FDP                       | 0,9              | 0,6               |
| Daniela Zibi         | Tierschutzpartei          | 2,6              | 1,8               |
| –                    | Plus (Piraten, ÖDP, Volt) | –                | 0,5               |
| –                    | BSW                       | –                | 14,6              |
| –                    | III. Weg                  | –                | 0,1               |
| –                    | DKP                       | –                | 0,1               |
| –                    | DLW                       | –                | 0,4               |
| –                    | WU                        | –                | 0,2               |

## Landtagswahl 2019
Bei der Landtagswahl 2019 wurde Wolfgang Roick (SPD) mit 30,3 % der Erststimmen im Wahlkreis direkt gewählt. Die weiteren Wahlergebnisse:
| Direktkandidat  | Partei           | Erststimme in % | Zweitstimme in % |
| --------------- | ---------------- | --------------- | ---------------- |
| Wolfgang Roick  | SPD              | 30,3            | 28,6             |
| Julian Brüning  | CDU              | 13,2            | 14,5             |
| Torsten Richter | Die Linke        | 11,3            | 10,6             |
| Matthias Stein  | AfD              | 29,1            | 29,3             |
| Daniel Schnarr  | GRÜNE            | 4,2             | 4,7              |
| Ilona Nicklisch | BVB/FW           | 6,7             | 4,8              |
|                 | Piraten          |                 | 0,7              |
| Holger Stroisch | FDP              | 3,3             | 3,7              |
|                 | ÖDP              |                 | 0,3              |
|                 | Tierschutzpartei |                 | 2,4              |
|                 | V-Partei         |                 | 0,4              |
| Bianca Schröder | DIE PARTEI       | 2,0             |                  |

## Landtagswahl 2014
Bei der Landtagswahl 2014 wurde Wolfgang Roick im Wahlkreis direkt gewählt. Die weiteren Wahlkreisergebnisse:
| Direktkandidat  | Partei    | Erststimmen in % | Zweitstimmen in % |
| --------------- | --------- | ---------------- | ----------------- |
| Wolfgang Roick  | SPD       | 41,7             | 40,4              |
| Ringo Jünigk    | Die Linke | 21,2             | 17,2              |
| Marcel Templin  | CDU       | 23,5             | 21,4              |
| Winfried Böhmer | GRÜNE     | 3,4              | 2,9               |
|                 | FDP       |                  | 0,7               |
|                 | NPD       |                  | 2,4               |
| Ilona Nicklisch | BVB/FW    | 10,2             | 2,6               |
|                 | REP       |                  | 0,3               |
|                 | DKP       |                  | 0,2               |
|                 | AfD       |                  | 10,8              |
|                 | PIRATEN   |                  | 1,1               |

## Landtagswahl 2009
Bei der Landtagswahl 2009 wurde Gerd-Rüdiger Hoffmann im Wahlkreis direkt gewählt. Die weiteren Wahlkreisergebnisse:
| Direktkandidat        | Partei              | Erststimmen in % | Zweitstimmen in % |
| --------------------- | ------------------- | ---------------- | ----------------- |
| Martina Gregor-Ness   | SPD                 | 31,8             | 33,1              |
| Gerd-Rüdiger Hoffmann | Die Linke           | 33,8             | 28,9              |
| Frank Losch           | CDU                 | 21,6             | 19,5              |
| -                     | DVU                 | -                | 02,3              |
| Dirk Marx             | GRÜNE               | 03,2             | 03,2              |
| Steven Eulitz         | FDP                 | 05,6             | 06,2              |
| -                     | 50 Plus             | -                | 00,5              |
| -                     | DKP                 | -                | 00,1              |
| -                     | REP                 | -                | 00,2              |
| -                     | Die-Volksinitiative | -                | 00,3              |
| -                     | NPD                 | -                | 02,6              |
| -                     | RRP                 | -                | 00,5              |
| Ilona Nicklisch       | Freie Wähler        | 03,9             | 02,8              |

## Landtagswahl 2004
Die Landtagswahl 2004 hatte folgendes Ergebnis:
| Direktkandidat        | Partei          | Erststimmen in % | Zweitstimmen in % |
| --------------------- | --------------- | ---------------- | ----------------- |
| Martina Gregor        | SPD             | 27,7             | 28,8              |
| Jürgen Bretschneider  | CDU             | 22,5             | 19,0              |
| Gerd-Rüdiger Hoffmann | PDS             | 35,6             | 29,1              |
| –                     | DVU             | –                | 09,4              |
| Hans-Michael Luther   | Grüne           | 02,2             | 01,8              |
| Bärbel Lindner        | FDP             | 04,6             | 02,9              |
| –                     | AfW             | –                | 00,4              |
| –                     | AUB-Brandenburg | –                | 00,5              |
| –                     | DKP             | –                | 00,1              |
| –                     | Graue           | –                | 00,7              |
| –                     | Familie         | –                | 02,9              |
| –                     | 50Plus          | –                | 03,0              |
| –                     | JA              | –                | 00,5              |
| Klaus Häßler          | Offensive D     | 03,3             | 00,7              |
| –                     | BRB             | –                | 00,4              |
| Ilona Nicklisch       | Einzelbewerber  | 04,1             | –                 |